# Brian K. Vaughan
Brian K. Vaughan (født 1976 i Cleveland, Ohio) er en amerikansk tegneserieforfatter, kendt for blandt andet Y: The Last Man, Ex Machina, Runaways og Pride of Baghdad.
Han har også medvirket til at skrive på tv-serien Lost, siden 2006, hvor han har skrevet på tredje og fjerde sæson, samt Lost: Missing Pieces.